# Pachystachys longibracteata
Pachystachys longibracteata är en akantusväxtart som beskrevs av D.C. Wasshausen. Pachystachys longibracteata ingår i släktet Pachystachys och familjen akantusväxter. Inga underarter finns listade i Catalogue of Life.